# Javier Fesser
Javier Fesser Pérez de Petinto (Madrid, 15 de febrero de 1964) es un guionista y director de cine español, conocido por dirigir películas como El milagro de P. Tinto, dos adaptaciones de Mortadelo y Filemón, Camino y Campeones.
Es hermano menor del periodista Guillermo Fesser (n. 1960) y del promotor cultural Alberto Fesser.

## Biografía
Tras licenciarse en Ciencias de la Imagen por la Universidad Complutense de Madrid, comienza a realizar películas en Súper 8 y en 1986 funda Línea Films, especializándose en el mercado publicitario. A lo largo de los seis años siguientes realiza más de 150 anuncios para marcas conocidas como son Cruz Roja, BMW, Volvo o Telefónica.
En abril de 1992 funda, junto a Luis Manso, la productora Películas Pendelton, en la que permanece hasta el día de hoy. Los dos primeros trabajos que escribe y dirige son los cortometrajes Aquel ritmillo (1995) y El secdleto de la tlompeta (1996), que se convierten en los dos más premiados del cine español, incluyendo el Goya el primero de ellos.
Sus comienzos fueron en el mercado publicitario hasta que crea Películas Pendelton con la que empieza a realizar algunos cortometrajes que reciben numerosos premios en festivales de cine tanto nacionales como internacionales. Su primer largometraje, El milagro de P. Tinto (1998) le valió una candidatura al Goya al mejor director novel, pero su mayor éxito en taquilla sería la adaptación de los personajes de Francisco Ibáñez, Mortadelo y Filemón, en la película La gran aventura de Mortadelo y Filemón (2003). Su tercer largometraje Camino (2008), estuvo rodeado de polémicas, aunque consiguió el Goya al mejor director. En 2007 un cortometraje suyo, Binta y la gran idea, consigue ser nominado al Óscar, aunque no consiguió llevarse la estatuilla.

### El milagro de P. Tinto
En 1998, debido al nacimiento de su primera hija, le surgió la idea de realizar su primer largometraje, llamado El milagro de P. Tinto. La Academia de las Artes y las Ciencias Cinematográficas de España la galardonó con un Goya a los mejores efectos especiales y Fesser consiguió la nominación como mejor director novel. Además de ser premiada en el Festival Internacional de cine de Locarno y en el de Cine de Peñíscola, además de en los Premios Sant Jordi de Cine. La película está protagonizada por Luis Ciges, único papel protagonista que tuvo a lo largo de sus 130 películas.
En diciembre del 2000 estrena la serie de internet de 14 capítulos Javi y Lucy, que se convirtió en un éxito al superar los dos millones de descargas en la red, además, es uno de los creadores del festival de cortometrajes Notodofilmfest.

### La gran aventura de Mortadelo y Filemón
Finalmente Fesser pudo cumplir el sueño de su vida, en 2003 estrena la película La gran aventura de Mortadelo y Filemón basada en los cómics de Francisco Ibáñez. La película contiene diferencias respecto de la historieta como es la idea humanizadora frente al humor por el humor del cómic de Ibáñez. A pesar de esta diferencia el autor aprobó la adaptación. También existen diferencias por mostrar a Rompetechos como fascista o el uso de tacos. La película la protagoniza un desconocido Benito Pocino, que fue descubierto gracias a un maquillador que le mostró a Fesser una fotografía suya y rápidamente intentó ponerse en contacto con él. También se convirtió en la última película de Luis Ciges, que solo aparece un minuto.
El 22 de enero de 2007 fue nominado al Oscar al Mejor cortometraje por Binta y la gran idea. Dicho cortometraje fue íntegramente rodado en el Senegal y narra la dificultad de las niñas en África para conseguir tener una educación. Durante el rodaje rodó otros dos cortos más, uno de ellos es una moraleja protagonizada por "El increíble Hulk".

### Camino
El largometraje Camino se estrenó en España el 17 de octubre de 2008 y, el 1 de febrero de 2009, recibió seis Premios Goya, entre los que destacan mejor película, dirección y guion original. A partir del conocimiento del caso de Alexia González-Barros, hizo un proceso de documentación para saber el modo de actuar del Opus Dei. Debido a la polémica que causó la película, Fesser dijo que los miembros comprendieron el mensaje a la perfección y esto sirvió para demostrar que reconocen lo que hacen. La familia de Alexia explicó estar en contra de la película.
En mayo de 2010 vuelve a realizar spots publicitarios, en este caso para la marca de refrescos La Casera en donde muestra a todos los personajes de las historietas de Ibáñez, 13, Rue del Percebe, algunos de ellos aparecían en la película que había realizado sobre otros personajes del mismo autor, Mortadelo y Filemón.

### Al final todos mueren
El largometraje colaborativo Al final todos mueren se estrenó en España en salas comerciales el 31 de octubre de 2013, tras su premier por El Festival de Málaga de Cine Español. Fesser apadrina el proyecto, dirigiendo el prólogo y el epílogo de la cinta, titulado "Eternos". Se trata de una película dividida en episodios, los directores de los otros 4 segmentos son Javier Botet, Roberto Pérez Toledo, Pablo Vara y David Galán Galindo.

### Mortadelo y Filemón contra Jimmy el Cachondo
Estrenada en España el 28 de noviembre de 2014 continua con las aventuras de los populares agentes, cambiando esta vez actores reales por animación 3D. Recibió dos premios Goya; al mejor guion adaptado y a la mejor película de animación. Un premio en el Festival de Annecy en la sección oficial de largometrajes.

### Campeones
El 6 de abril de 2018 se estrena Campeones, protagonizada por Javier Gutiérrez. Cuenta la historia de un entrenador de baloncesto profesional que se ve obligado a entrenar a un equipo compuesto por personas con discapacidad intelectual. Cuenta con guion del propio Fesser y de David Marqués (Aislados, Dioses y perros). Consiguió, entre otros premios, el Premio Goya 2019 a la mejor película, y fue uno de los eventos cinematográficos de 2018, logrando una recaudación de casi 20 millones de euros en los más de dieciséis meses que permaneció en cartelera, llegando hasta los 3,5 millones de espectadores.

### Historias lamentables
En noviembre de 2020 estrenó Historias lamentables en la plataforma Amazon Video, antes que en las salas de cine. La película está compuesta de cuatro historias independientes interconectadas entre sí.

### Campeonex
El 18 de agosto de 2023 se estrena la secuela de Campeones, titulada Campeonex.

## Filmografía

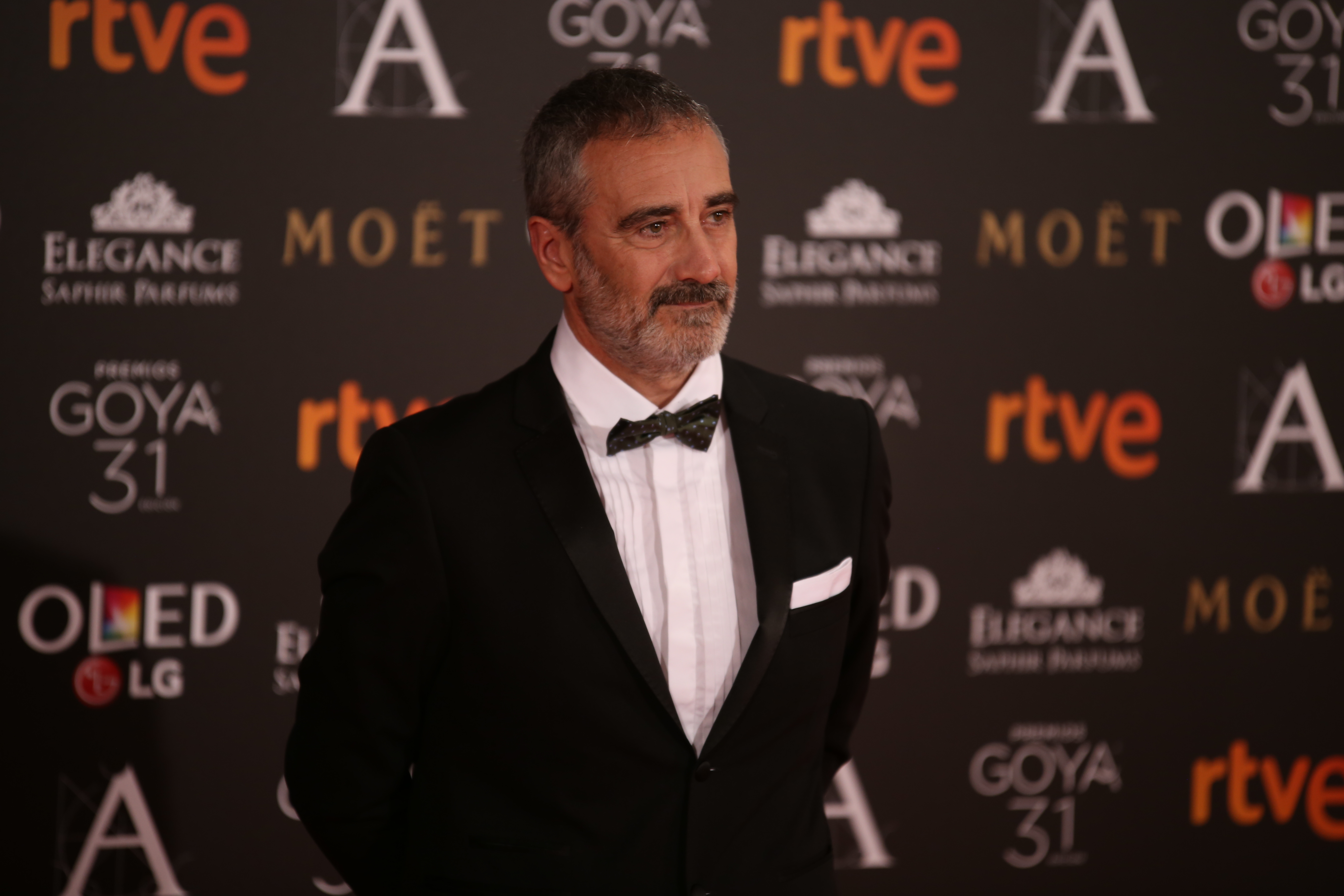
Javier Fesser en los Premios Goya de 2017.

| Año  | Título                                       | Créditos                        | Notas                                          |
| ---- | -------------------------------------------- | ------------------------------- | ---------------------------------------------- |
| 2025 | Custodia repartida                           | Director                        | Serie de televisión, 8 episodios               |
| 2023 | Campeonex                                    | Director, guionista y editor    | Película                                       |
| 2020 | Historias lamentables                        | Director, guionista y productor | Película de Amazon Video                       |
| 2020 | El monstruo invisible                        | Director                        | Cortometraje                                   |
| 2018 | Campeones                                    | Director, guionista y editor    | Película                                       |
| 2017 | 17 años juntos                               | Director                        | Cortometraje                                   |
| 2016 | Tu otro cumple                               | Director                        | Cortometraje (17.º aniversario de ING Direct)  |
| 2016 | Servicio técnico                             | Director                        | Cortometraje.                                  |
| 2015 | Bienvenidos                                  | Director y guionista            | Cortometraje                                   |
| 2014 | Mortadelo y Filemón contra Jimmy el Cachondo | Director, guionista y editor    | Película                                       |
| 2013 | Dolor                                        | Director y guionista            | Cortometraje                                   |
| 2013 | Al final todos mueren                        | Director y guionista            | Película                                       |
| 2013 | Invictus, el correo del César                | Director y guionista            | Cortometraje                                   |
| 2008 | Camino                                       | Director, guionista y editor    | Película                                       |
| 2006 | Cándida                                      | Guionista y productor           | Película                                       |
| 2004 | Binta y la gran idea                         | Director , guionista y editor   | Pieza de la película "En el Mundo a cada rato" |
| 2003 | La gran aventura de Mortadelo y Filemón      | Director y guionista            | Película                                       |
| 2001 | La sorpresa                                  | Director y guionista            | Cortometraje                                   |
| 2001 | Javi y Lucy                                  | Director y guionista            | Serie web para plus.es                         |
| 1998 | El milagro de P. Tinto                       | Director y guionista            | Película                                       |
| 1995 | Gomaespuma                                   | Guionista                       | Programa de televisión                         |
| 1995 | El secdleto de la tlompeta                   | Director y guionista            | Cortometraje                                   |
| 1995 | Aquel ritmillo                               | Director, guionista y editor    | Cortometraje                                   |

## Premios y nominaciones
Premios Óscar
| Año  | Categoría          | Película             | Resultado |
| ---- | ------------------ | -------------------- | --------- |
| 2007 | Mejor cortometraje | Binta y la gran idea | Nominado  |

Premios Goya
| Año  | Categoría                     | Película                                     | Resultado |
| ---- | ----------------------------- | -------------------------------------------- | --------- |
| 1994 | Mejor cortometraje de ficción | Aquel ritmillo                               | Ganador   |
| 1998 | Mejor director novel          | El milagro de P. Tinto                       | Nominado  |
| 2009 | Mejor película                | Camino                                       | Ganador   |
| 2009 | Mejor dirección               | Camino                                       | Ganador   |
| 2009 | Mejor guion original          | Camino                                       | Ganador   |
| 2014 | Mejor película de animación   | Mortadelo y Filemón contra Jimmy el Cachondo | Ganador   |
| 2014 | Mejor guion adaptado          | Mortadelo y Filemón contra Jimmy el Cachondo | Ganador   |
| 2019 | Mejor película                | Campeones                                    | Ganador   |
| 2019 | Mejor dirección               | Campeones                                    | Nominado  |
| 2019 | Mejor guion original          | Campeones                                    | Nominado  |
| 2019 | Mejor montaje                 | Campeones                                    | Nominado  |

Premios Feroz
| Año  | Categoría       | Película              | Resultado |
| ---- | --------------- | --------------------- | --------- |
| 2019 | Mejor comedia   | Campeones             | Ganador   |
| 2019 | Mejor dirección | Campeones             | Nominado  |
| 2021 | Mejor tráiler   | Historias lamentables | Ganador   |

Medallas del Círculo de Escritores Cinematográficos
| Año  | Categoría            | Película                                     | Resultado |
| ---- | -------------------- | -------------------------------------------- | --------- |
| 2014 | Mejor guion adaptado | Mortadelo y Filemón contra Jimmy el Cachondo | Ganador   |

Premios Fugaz al cortometraje español
| Año  | Categoría       | Película        | Resultado |
| ---- | --------------- | --------------- | --------- |
| 2017 | Mejor guion     | 17 años juntos  | Nominado  |
| 2018 | Premio homenaje | Premio homenaje | Ganador   |

Premios Platino
| Año  | Categoría                                | Película  | Resultado |
| ---- | ---------------------------------------- | --------- | --------- |
| 2019 | Mejor película iberoamericana de ficción | Campeones | Nominado  |
| 2019 | Mejor dirección                          | Campeones | Nominado  |
| 2019 | Mejor guion                              | Campeones | Nominado  |
| 2019 | Cine y educación en valores              | Campeones | Ganador   |

Festival de Cine de Alcalá de Henares
| Año  | Categoría                      | Película             | Resultado |
| ---- | ------------------------------ | -------------------- | --------- |
| 2005 | Primer Premio Ciudad de Alcalá | Binta y la gran idea | Ganador   |
| 2015 | Premio del público             | Bienvenidos          | Ganador   |